# Упредена завојница
Упредена завојница је структурни мотив протеинa, код које се 2 до 7 алфа спирала уплићу заједно као нити конопца (најчешћи случај су димери и тримери). Многи протеини овог типа учествују у важним биолошким функцијама, као што је регулисање изражавања гена, нпр. као фактори преписивања. Значајни примери су онкопротеини, као и протеин мишића тропомиозин.

## Молекулска структура упредених завојница
Упредене завојнице обично садрже понављајући сегмент од седам аминокиселинских остатака, који се зове хептадни остатак. Додирна површина између спирала често садржи хидрофобне остатке, као леуцин, уређене у тзв. леуцински рајсфершлус. Најповољнији начин уређења таквих двеју спирала у водом испуњеном окружењу цитоплазме је да умотају своје хидрофобне групе једне уз друге, у сендвичу између хидрофилних аминокиселина. Сакривање хидрофобних површина, стога, даје термодинамичку погонску силу за димеризацију.
Алфа-спирале могу бити паралалне или антипаралелне и обично се упредају у левогирну супер-завојницу(слика 1). Иако у мањини, неколико десногирних завојница је такође примећено код природних и синтетисаних протеина.

## Биолошка улога упредених завојница

### Улога упредених завојница код ХИВ инфекција
Кључни корак при уласку ХИВ вируса у људске ћелије је излагање тримерне, паралелне, упредене завојнице познате као ГП41. ГП41 тример је обично покривен другим површинским гликопротеином са ознаком ГП120, који га штити од антитела. Приликом везивања за циљну ћелију, ГП120 пролази кроз конформациону промену која излаже ГП41 тример, чији хидрофобни N-крајеви продиру кроз омотач циљне ћелије. Друге три спирале ГП41 се савијају и уклапају се у удубљење ГП41 тримера на површини мембране, формирајући хексамер, притом привлачећи мембрану вируса и циљне ћелије довољно близу за спајање. Вирус тада улази у ћелију и почиње умножавање. У последње време, развијају се инхибитори, који се вежу за удубљење ГП41 на површини ћелије, рецимо Fuzeon. 

### Упредене завојнице као димеризациони маркери
Због своје специфичне интеракције упредене завојнице се могу користити као маркери за димеризацију.

## Историја упредених завојница
Френсис Крик је, 1952. године, наговестио да је структура алфа-кератина заправо упредена завојница, као и математички метод за одређивање њене структуре. Занимљиво, ово је објављено врло брзо након што су Линус Паулинг и сарадници преложили структуру алфа-спирале, 1951. године.